# Sallinkijärvi
Sallinkijärvi är en sjö i Finland. Den ligger i kommunen Sodankylä i landskapet Lappland, i den norra delen av landet, 800 km norr om huvudstaden Helsingfors. Sallinkijärvi ligger cirka 217 meter över havet. Arean är 44,2 hektar och strandlinjen är 2,55 kilometer lång. Sjön  ingår i Kemi älvs huvudavrinningsområde. 